# Khatxèn
El principat de Khatxèn (armeni Խաչենի իշխանություն) fou un estat de l'Armènia medieval a la província històrica de l'Artsakh o Alt Karabakh (Nagorno Karabagh) establert al segle xii. El principat va exercir el domini sobre la regió i sobre part de la Siunia del que va sorgir.

## Història
Les regions de l'Artsak i Utik foren agregades a l'Armènia a l'antiguitat. A l'alta edat mitjana el territori va pertànyer al regne d'Ibèria i al d'Aghuània passant després als sassànides i a la caiguda d'aquests al califat. El principat fou fundat el 821 par una branca dels nakharark de la Siunia, dels que fou vassall; el primer príncep haykida hauria estat Atrnerseh I, que hauria governat del 821 a una data propera al 855, i que era el segon fill d'Isaac II de Siunia Occidental o Gelarquniq, mort el 831; Atrnerseh estava casat amb la princesa Spram, filla i hereva de Varaz Terdat II príncep de Gardam i d'Aghuània (mort el 821) i hauria agafat els títols de Varaz Terdat II pel dret de la seva esposa (i la seva dinastia els va conservar fins a la mort d'Isaac Sevada I el 922) obtenint el Khatxèn de la seva pròpia família; no obstant Robert Hewsen suposa que el primer príncep del país fou Isaac Simbacià. Al segle xi l'emperador romà d'Orient Constantí VII es dirigia al príncep local en un carta dirigida "al príncep de Khatxèn, Armènia". El viatger persa Abu Dulaf al-Yanbuí situava les dominis del príncep local immediatament al sud de Bardaa.
Els germans Joan Senaquerib II (vers 1000) i Grigor o Gregori II (vers 1000-1003/1004), van mantenir la seva pretensió al títol de príncep d'Aghuània; el seu nebot i successor Grigor o Gregori III, que s'esmenta vers el 1080, ja només utilitzà el de príncep de Khatxèn.
El 1116 el príncep de Khatxèn, Hasan I el Gran, va adquirir pel seu matrimoni amb la princesa Kata el regne de Siunia. Kata era la filla i hereva de l'Aranshahíkida Gregori IV de l'Altra Haband o Haband Oriental (que va governar Siunia del 1094 al 1116), que al seu torn era fill del rei Sennaquerib I de l'Altre Haband i titular d'Aghuània (1072-1094) que havia heretat el regne de Siunia pels drets de la seva esposa Shahandoukht, que era germana i hereva de Gregori III (+ 1072) el darrer sobirà haykida de la Siunia.
El 1170, quan el regne d'Armènia fou assolat pels seljúcides, Khatxèn fou un dels pocs racons armenis que va mantenir la independència.
A la primera meitat del segle xiii els sobirans de Khatxèn van passar a dependre dels reis armenis Zacàrides (Mkhargrdzéli-Zachariades) fins que es van haver de sotmetre als mongols en els anys posteriors al 1230. Llavors es va formar un tuman (circumscripció militar) i Hasan II Djalal al-Dawla (vers 1214-1265) dels Hasan Jalalyan (branca dels sobirans de Siunia) com a rei d'Artsakh i de Baghk (o Baghq), va dominar el territori.
El 1216 es va fundar al principat el monestir de Gandzasar que va esdevenir la seu del catolicós d'Aghuània quan fou expulsat de Partav (Bardaa) amb la completa islamització de la ciutat.
Sota els mongols es va mantenir com a vassall de l'imperi i dels Ilkhànides de Pèrsia, i fins i tot va arribar a ser independent de facto per uns anys. A finals del segle xiv, Tamerlà va assolar el territori, i els prínceps van perdre quasi tot el poder, fins que a la meitat del segle xv (probablement el 1438 o 1439) el kara koyunlu Jahan-Xah els va restaurar amb el títol de "maliks de Khatxèn" (el títol de malik és equivalent a rei).
El Khatxèn fou després el territori dels anomenats "Cinc malikats" o Khamsa (Els Cinc), un dels quals portava a més el nom de Khatxèn. Després de temps de disputa de la sobirania de la zona entre els safàvides i els otomans, el 1603 va quedar sota domini persa, però els armenis van conservar l'autonomia; el 1750 es va establir el kanat de Karabagh del que foren dependents; el 1813 el territori va passar a Rússia.
De la casa de prínceps de Khatxèn van sortir a més de diversos abats i bisbes de Gandzasar, dos bisbes de Hakhpat i de Sanahín i un cert nombre de catolicós d'Aghuània.

## Governants

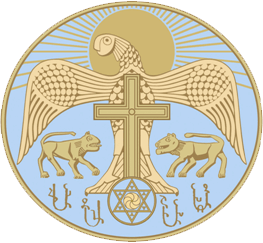
Escut dels Hasan-Jalalyan.

### Dinastia Haykida
- Atrnerseh I, príncep de Gardam i d'Aghuania, 821-853
- Ktritch (fill de l'anterior), príncep de Gardam i d'Aghuània, 853- ???
- Gregori I Naren (germà de l'anterior), príncep de Gardam i d'Aghuània, 855-881
- Abulis (fill de l'anterior), príncep de Gardam i d'Aghuània, 881-898
- Atrnerseh II (germà de l'anterior), príncep de Gardam i d'Aghuània, 898-910
- Isaac Sevada I (germà de l'anterior), príncep de Gardam i d'Aghuània, 910-922
- Senaquerib I (fill de l'anterior), príncep d'Aghuània, governava vers 955
- Sevada II (fill de l'anterior), príncep d'Aghuània, governava el 980
- Joan Senaquerib II (fill de l'anterior), príncep d'Aghuània, 980-1000
- Gregori II (germà de l'anterior), príncep d'Aghuània, 1000-1003/1004
- Gregori III (nebot de l'anterior, fill de Felip), príncep de Khatxèn, governava vers 1080
- Vakhtang I Sakar (fill de l'anterior), ??-1142
- Hasan I el Gran (fill de l'anterior), príncep de Khatxèn, rei titular de Siunia pel seu matrimoni amb Kata, filla de l'Aranshahíkida Gregori IV titular de Siunia del 1094 al 1116, 1142-1182 (va morir monjo el 1201)
- Vakhtang II Tonkik (fill de l'anterior), príncep de Khatxèn, 1182-1214
  - Vakhtang el Cadet (germà de l'anterior), mort el 1214 a la fortalesa de Halerk
  - Gregori el Negre (germà de l'anterior), príncep de Tzar, esmentat el 1205
  - Vasaces Simbaci (germà de l'anterior), príncep de Dizak Varanda, vers 1210/1215-1240
- Jalal I Dawla Hasan II (fill de Vakhtang II, rei d'Artsakh i de Baghk (Balk, Baghq) per matrimoni amb Sempan Mamkan, filla d'un príncep aranshahíkide de nom Mamkan que era rei de Baghk, 1214-1265/1266
- Atabek I (fill de l'anterior), 1265/1266-1289/1290
- Djalal II (fill de l'anterior), 1289/1290-1311 :
- Atabek II (fill de l'anterior), vers 1350
- Djalal III (fill de l'anterior), vers 1417
- Albast (fill de l'anterior), vers 1443
- Sayton/Aytun (fill de l'anterior), vers 1457

### MaliksHasan-JalalyanoHasanjalàlides
Els maliks hasanjalàdides pertanyeren tant a la dinastia haykida com a altres cases emparentades que van usurpar el títol; alguns foren al mateix temps abats o bisbes de Gandzasar. La cronologia és incerta i es desconeixen diversos noms.
- Hatir, fill de Sayton/Aytun, 1457-1467
- Velidjan I (germà), 1467-1491
- Mehrab (fill de Hatir), vers 1520
- Djalal IV (fill), vers 1550
- Veldjan II (fill), vers 1590
- Baltasar (fill), vers 1630
- Veldjan III (fill), vers 16 ??- 1686
- Moulki I (germà), 1686-1716
- Gregori (fill), abat de Gandzasar, 1716-1747
- Allahverdi I (germà), executat per Panah Ali Khan del Karabagh, 1747- 1755
- Mirzabek Daniel, 1755-1775
- Allahverdi II Astuatsatur (fill), 1775-1813
- A Rússia, 1813